# Palazzo Soranzo Pisani

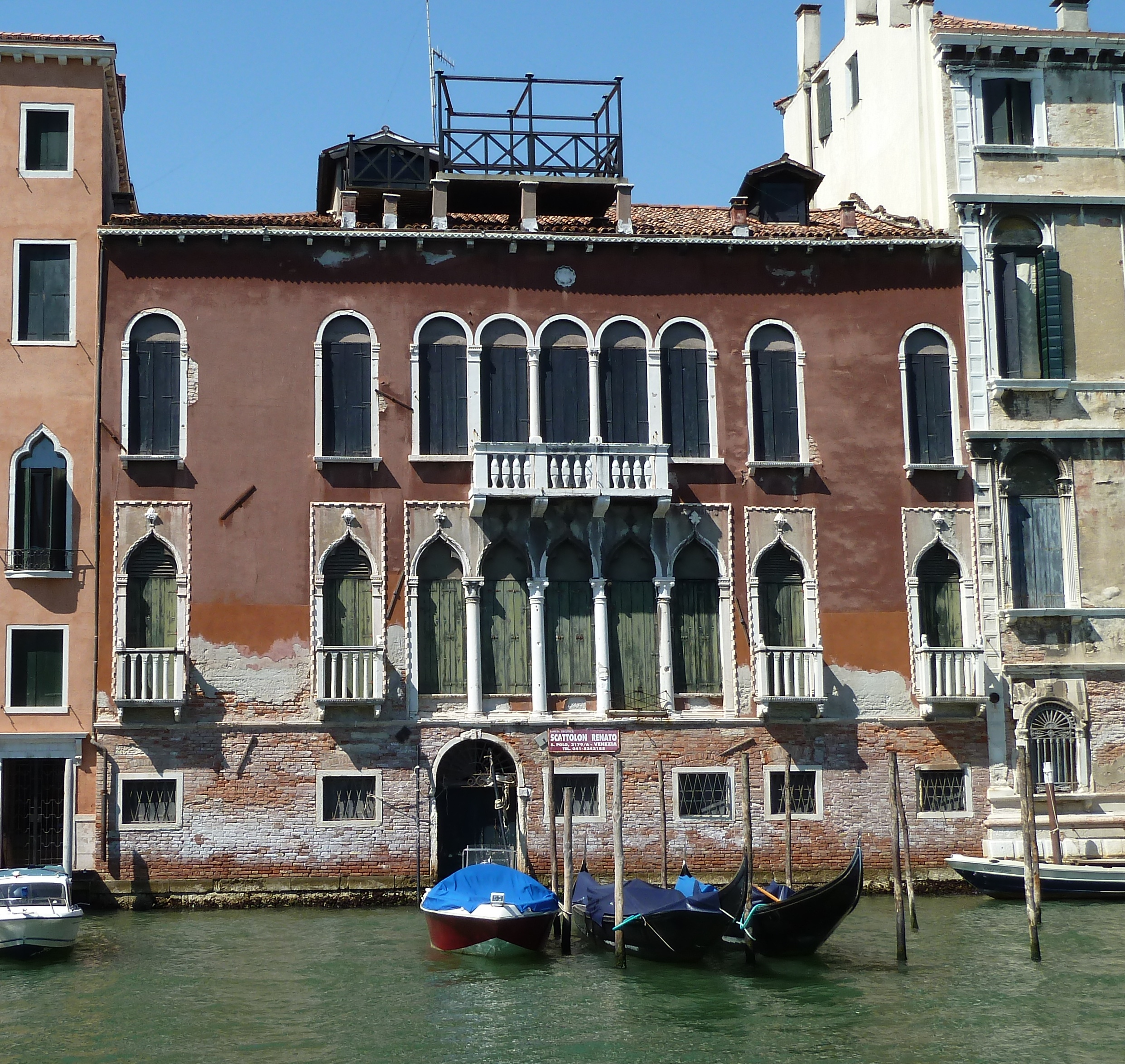
Palazzo Soranzo Pisani

Palazzo Soranzo Pisani ist ein Palast in Venedig in der italienischen Region Venetien. Er liegt im Sestiere San Polo mit Blick auf den Canal Grande zwischen dem Palazzo Tiepolo und dem Palazzo Tiepolo Passi.

## Beschreibung
Das dunkelrot gestrichene Gebäude ist eine Mischung aus Gotik und Renaissance (daher vermutlich aus dem 15. Jahrhundert) und unter allen Palästen zwischen dem Rio San Polo und dem Rio di San Tomà ist er der niedrigste. Das Erdgeschoss hat kein Mezzaningeschoss und zurzeit auch keinen Anstrich. Dort findet sich ein Portal zum Wasser mit bescheidenen Dimensionen, das nicht in der Mitte des Gebäudes liegt, sondern nach links verschoben ist. (Vielleicht ist es nur das verbleibende Teil eines Portalpaares, dessen anderer Teil zwischenzeitlich zugemauert wurde.)
Das Hauptgeschoss hat ein Fünffachkielbogenfenster in der Mitte, flankiert von zwei Paaren von Einzelfenstern, alle mit gezahnten Rahmen. Bemerkenswert ist, dass die Einzelfenster alle mit kleinen Balkonen versehen sind, während diese beim mittleren Fünffachfenster in Folge eines späteren Umbaus gänzlich fehlen. Das zweite Obergeschoss hat seine Fensteröffnungen an den gleichen Stellen wie das Hauptgeschoss, aber sie sind stattdessen mit Rundbögen versehen und mit einem gemeinsamen, kleinen Balkon an den mittleren drei Teilen des mittleren Fünffachfensters.